# Station Noorderwijk-Morkhoven
Station Noorderwijk-Morkhoven is een voormalig spoorwegstation langs spoorlijn 29 (Turnhout - Herentals - Aarschot) bij het gehucht Zandkapel op de grens van Noorderwijk en Morkhoven, thans twee deelgemeenten van de stad Herentals.
3,7: Ramsel ·
6,7: Westmeerbeek ·
7,8: Hulshout ·
9,9: Heultje ·
14,1: Noorderwijk-Morkhoven ·
15,8: Schravenhage ·
22,0: Herentals ·
27,9: Lichtaart ·
31,3: Tielen ·
39,4: Turnhout ·
48,3: Weelde-Merksplas ·
49,0: Baarle-Nassau Grens ·
53,7: Baarle-Nassau ·
58,3: Alphen ·
65,4: Riel ·
71,9: Tilburg Universiteit ·
75,2: Tilburg